# Římskokatolická farnost Hosín
Římskokatolická farnost Hosín je územním společenstvím římských katolíků v rámci vikariátu České Budějovice - venkov českobudějovické diecéze.

## O farnosti

### Historie
Plebánie se v Hosíně připomíná poprvé v roce 1367. Kostel zde však existoval již dříve, jistě od 60. let 13. století. Původní kostel byl malou románskou stavbou, později byl v jeho sousedství vystavěn kostel nový, románský kostelík se stal jeho sakristií. V roce 1898 byl starý kostel zbořen a na jeho místě byl vystavěn kostel novorománský, který se stal kostelem farním. 

### Současnost
Farnost je spravována ex currendo z Hluboké nad Vltavou.
| Fotografie | Kostel                     | Místo       | Bohoslužba             | Bohoslužba             | Poznámka     |
| ---------- | -------------------------- | ----------- | ---------------------- | ---------------------- | ------------ |
|            | Kaple                      | Dobřejovice | neslouží se pravidelně | neslouží se pravidelně | obecní kaple |
|            | Kostel sv. Petra a Pavla   | Hosín       | neděle                 | 10.30                  | farní kostel |
|            | Kaple sv. Jana Nepomuckého | Hrdějovice  | 1x ročně, poutní       | 1x ročně, poutní       | obecní kaple |
|            | Kaple sv. Andělů strážných | Lhotice     | neslouží se pravidelně | neslouží se pravidelně | obecní kaple |